# Eureka Tower
Az Eureka Tower Melbourne legmagasabb épülete. Országos szinten csak a második, mivel a Gold Coast-i Q1 Tower 22 méterrel magasabb. A Föld 35. legmagasabb felhőkarcolójaként tartjuk számon. A torony 984,30 láb, azaz 297,28 méter magas. Funkcióját tekintve lakóház. Összesen 91 emeletes. Melbourne Southbank negyedében található. Konstrukcióvá 2002 augusztusában vált. 2006 júniusára készült el, de csak október 11-én nyitotta meg kapuit. A Fender Katsalidis tervezte az épületet, és a Grocon cég változtatta kézzel foghatóvá a terveket. Az Eureka Tower Pty Ltd vállalta az építkezés anyagi részleteinek rendezését.

## Különlegességek
- Az Eureka Tower 4 év, és 2 hónap alatt készült el.
- Hozzávetőlegesen 500 millió dollár értékű az épület.
- A világ legmagasabb lakóháza.
- 984,30 láb (297,28 m) magas.
- Az Eureka 13 liftje a leggyorsabb déli félgömbön.
- A liftek több mint 9 métert tesznek meg másodpercenként.
- Az épület felületének 40000 m2 területét üveg-alumínium panelek alkotják.
- A 8 felső emelet üvegét 24 karátos arannyal vonták be.
- A torony építésekor 110000 tonna betont használtak fel, és az épület össztömege így 200 000 tonna.
- 3680 lépcső van az épületben.
- Az ablakok összterülete: 52000 m2.
- A Skydeck a 88. emeleten található, és ez a legmagasabban lévő nyilvános szint a déli féltekén.
- Az épület teteje, akár 600 mm-t is ki tud lengeni. A 90. és 91. emeleten elhelyezett víztartályok segítik csillapítani a lengéseket.
- A tornyon lévő fehér vonalak a vonalzó centiméter és milliméter jelöléseit szimbolizálja.

## Eureka Skydeck 88

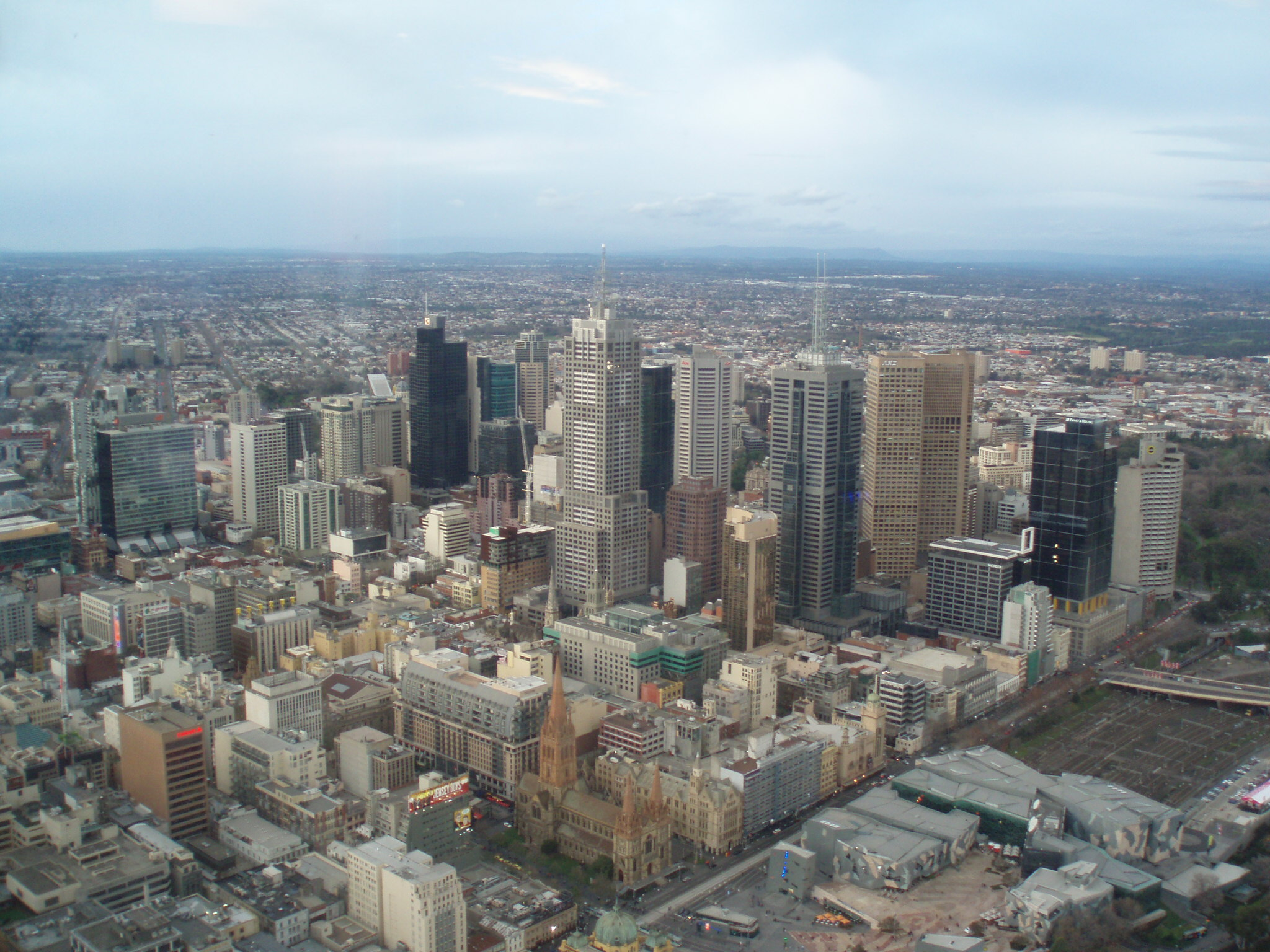
Kilátás a 88. emeletről

2007. május 15-én nyílt meg a 285 méteren lévő szint - a felhőkarcoló 88. emelete - ahol kilátó van.

## Külső hivatkozások
- Eureka Tower Observation Deck Website
- Eureka Tower apartments
- Emporis Page
- Eureka Tower a Structurae weboldalán